# آلکانولامین
آلکانولامین‌ها(به انگلیسی: Alkanolamine) ترکیبات شیمیایی هستند که شامل هر دو گروه‌های عاملی هیدروکسیل (-OH) و آمینو (-NH2، -NHR و -NR2) در یک ساختار آلکانی است. اصطلاح آلکانولامین طیف گسترده‌ای را شامل می شودکه گاهی اوقات به عنوان یک طبقه‌بندی فرعی مورد استفاده قرار می‌گیرد.

## ۲-آمینوالکل‌ها

ساختار شیمیایی اتانول‌آمین، یک آمینوالکل ساده

۲-آمینوالکل‌ها یک گروه مهم از ترکیبات آلی هستند که حاوی هر دو گروه عاملی آمین و الکل هستند. این ترکیبات اغلب در اثر واکنش آمین‌ها با اپوکسیدها ایجاد می‌شوند. چنین ترکیباتی کاربردهای صنعتی متنوعی دارند. آلکانولامین‌های ساده به عنوان حلال، واسطه‌های سنتزی و بازهای با نقطه جوش بالا استفاده می‌شوند.

## آمینوالکل‌های رایج
- اتانول‌آمین‌ها
- آمینومتیل پروپانول
- هپتامینول
- ایزواتارین
- پروپانولامین‌ها
- اسفینگوسین
- متانول‌آمین (ساده‌ترین آمینو الکل)
- دی‌متیل‌اتانول‌آمین
- N -متیل‌اتانول‌آمین

## مسدودکننده‌های بتا
زیر گروهی از مسدودکننده‌های بتا اغلب با عنوان مسدود کننده‌های بتا آلکانول‌آمین شناخته می‌شوند. نمونه‌های آن عبارتند از:
- پروپرانولول
- پیندولول

## محصولات طبیعی
بیشتر پروتئین‌ها و پپتیدها حاوی الکل و گروه آمینو هستند. دو آمینواسید سرین و هیدروکسی‌پرولین آلکانول‌آمین هستند.
- وراتریدین و وراترین
- آلکالوئیدهای تروپان مانند آتروپین
- هورمون‌ها و انتقال‌دهنده‌های عصبی اپی‌نفرین (آدرنالین) و نوراپی‌نفرین (نورآدرنالین)

## ۲-آمینو الکل‌ها از آمینو اسیدها
در اصل، می‌توان هر آمینو اسید را به ۲-آمینوالکل مربوطه هیدروژنه کرد. به عنوان مثال می‌توان به پرولینول (از پرولین) و والینول (از والین) اشاره کرد. چند مثال برای واکنش اتیلن اکسید(EO) و پروپیلن اکسید(PO) که در نهایت آمینو الکل تولید می‌کنند:
C
2H
4O + R–NH
2  →  RNHC
2H
4OH
C
3H
6O + R–NH
2  →  RNHC
3H
6OH

## همچنین ببینید
- الکل
- آمین